# 돌연사

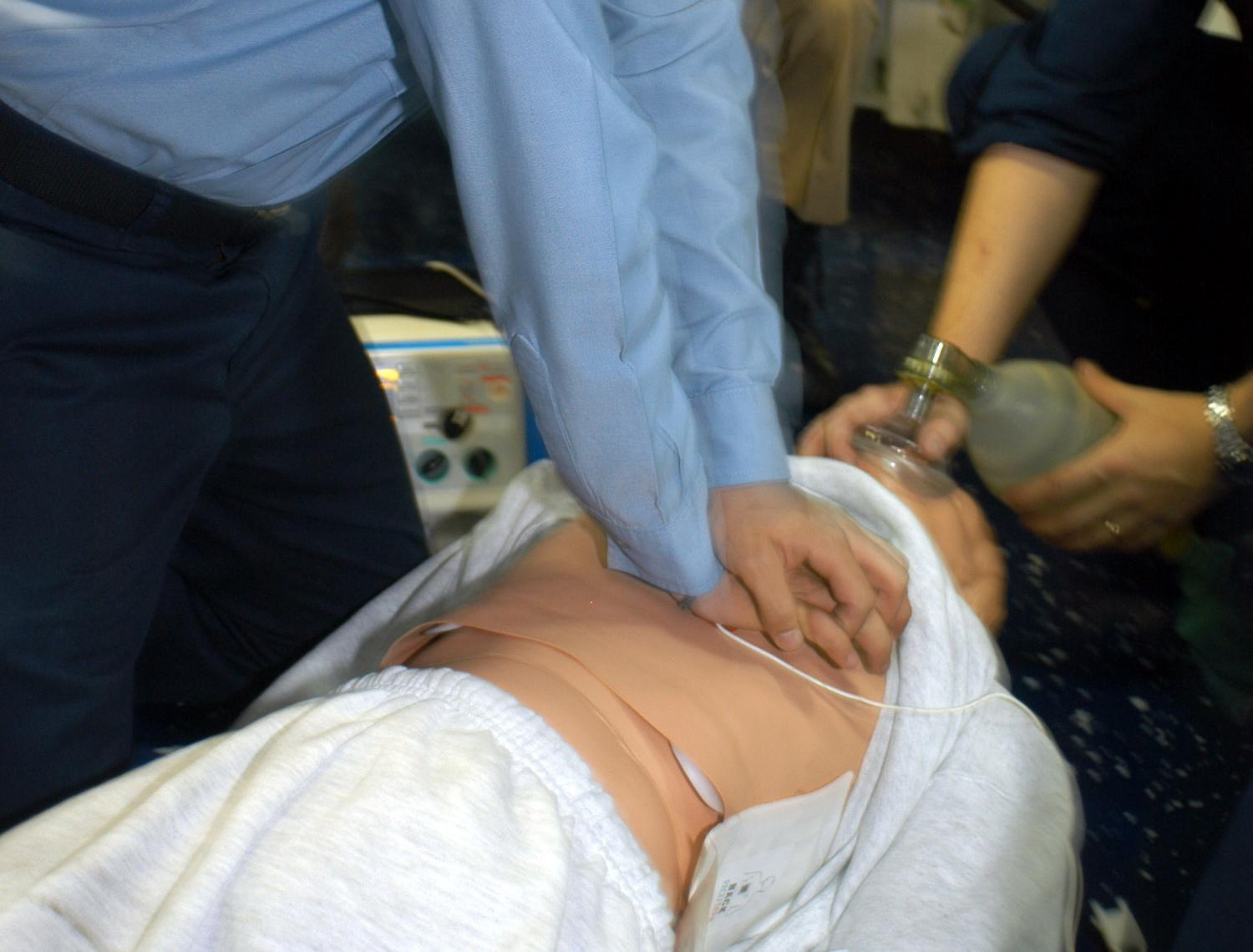

돌연사(突然死, 영어: cardiac arrest 또는 sudden cardiac death, 문화어: 갑작죽음)란 외관상 건강하던 사람이 심장상의 문제로 갑자기 의식을 잃고 죽는 것을 말한다. 심장 이외의 원인으로 인한 돌연사에는 호흡곤란, 중독, 쇼크로 인한 사망이 있다.

## 개요
몇 시간 전 까지만 해도 아무런 증상이나 이상 증후가 없었던 사람이 돌연 사망하게 되는 경우가 있다. 뇌동맥 혹은 대동맥 파열 등도 원인이 될 수 있지만, 대부분의 돌연사 원인은 ‘갑작스러운 심장의 정지 (cardiac arrest)’이고, 이를 돌연심장사 (sudden cardiac death)라고 한다. 건강해 보였던 사람이 갑자기 사망에 이르게 된다는 점에서 가족과 주변인들을 당혹스럽게 하지만, 무엇보다도 돌연심장사는 예측하기가 힘들고 갑작스럽고 빠르게 진행된다는 점에 그 심각성이 있다. 돌연사를 일으키는 거의 모든 원인은 아이러니하게도 우리의 생명을 유지해주는 심장에서 시작되는데, 보다 구체적으로 돌연심장사의 직접적인 원인은 심실세동이나 심실빈맥과 같은 치명적인 심실성 부정맥이다. 부정맥은 심장 박동이 고르지 않은 상태를 통틀어 일컫는 말인데, 이 중에서도 심실세동이나 심실빈맥의 경우는 수 분 내에 적절한 치료가 이루어지지 않으면 사망 등의 치명적인 결과를 가져올 정도로 매우 위험하다. 이런 위중한 부정맥의 가장 흔한 원인은 바로 협심증, 심근경색증이다. 관상동맥에 동맥경화증이 진행되어 좁아지면서 생기는 것이 협심증, 심근경색증이다. 식생활이 서구화되고, 많은 현대인이 운동 부족에 시달리면서 비만, 당뇨 등의 질환이 점차 많이 발생하고 있는데, 이러한 질병들은 모두 혈관에 동맥경화를 촉진한다. 심장에 산소와 영양분을 공급하는 관상동맥에 동맥경화가 발생하면 협심증, 심근경색증이 생긴다. 전체 심근경색증 환자의 절반은 이전에 협심증이 있던 사람이며, 나머지 반 정도가 혈전으로 예기치 않게 심근경색증이 생긴 사람이다.
미국의 경우 1년에 약 20~40만 명이 돌연심장사로 사망하고 있다. 우리나라 역시 질병 구조의 서구화에 따라, 돌연심장사가 늘어나는 추세인데, 2010년 통계 자료를 보면, 인구 10만 명당 47명에게서 갑작스러운 심장 정지가 발생하였고, 병원 밖에서 발생한 경우만 따져도 연간 25,000명으로, 하루에 70명 정도나 된다. 이렇게 심장 정지가 발생한 경우, 심폐소생술로 생존한 경우는 3%밖에 되지 않고, 나머지 대부분이 돌연심장사 하게 된다.

## 원인
돌연심장사의 원인은 대부분 관상동맥질환이다. 그리고 10~15%는 확장성 심근증, 비후성 심근증과 같은 심근질환이다. 그 외의 원인으로는 판막질환, 선천성 심질환, QT 연장 증후군, 브루가다(Brugada) 증후군, 특발성 심실세동 등이 있다.

### 1) 관상동맥질환
심장에 혈액을 공급하는 관상동맥이 죽상경화증으로 인해 좁아진 경우에 발생하며, 단순히 혈액공급이 줄어들면 협심증으로 나타나고, 혈전으로 갑작스럽게 관상동맥이 완전히 막히게 되면 심장근육 일부가 괴사하는 심근경색으로 나타난다. 전체 돌연심장사의 80%를 차지하는 가장 흔한 원인이다. 심근경색이 급성으로 광범위하게 발생해서 심정지가 발생하는 경우도 있지만, 이는 일부분에 불과하고, 대부분 사망의 원인은 심근경색으로 인해 이차적으로 발생하는 심실세동 혹은 심실빈맥이다. 따라서 관상동맥질환과 연관된 돌연심장사는 심근경색 발생 직후보다는 이후에 많이 생긴다. 관상동맥으로 인한 돌연심장사를 예방하기 위해서는 관상동맥질환의 원인, 즉 당뇨, 고혈압, 이상지혈증, 비만 등의 위험인자를 평소에 잘 관리해야 한다. 적절한 운동을 통해 심폐기능을 유지하고, 운동시 흉통, 호흡곤란 등의 증상이 발생하였을 경우 의사의 진료를 받아서, 조기에 질환을 발견하는 것이 중요하다. 이미 관상동맥질환을 진단받은 경우라면, 적절한 투약을 통해 심근경색 재발을 줄이고, 특히 심장 기능이 많이 떨어져 있으면, 삽입형 제세동기(ICD)를 고려할 필요도 있다.

### 2) 심근질환
확장성 심근증 (dilated cardiomyopathy)은 심장이 커지면서 기능이 떨어지는 병이다. 심장 기능이 떨어지기 때문에, 손발이 붓기도 하고, 호흡곤란이 서서히 생기기도 한다만, 갑작스럽게 심실 빈맥 혹은 심실세동이 생겨서 사망하게 될 위험이 있다.
비후성 심근증 (hypertrophic cardiomyopathy)은 아래 그림처럼 심장 근육이 두꺼워지는 유전 질환으로 젊은 사람 특히 과격한 운동을 하는 선수들에게 발생하는 돌연심장사의 중요한 원인이다.
병이 진행하면서 가슴 통증, 호흡곤란 등의 증상이 나타날 수 있으며, 확장성 심근증처럼 갑작스러운 심실 빈맥 혹은 심실세동으로 사망하게 될 위험이 있다.
부정맥 유발 우심실 이형성증 (arrhythmogenic right ventricular dysplasia)은 드문 유전병이다. 비정상적으로 변한 심장 근육에서 심실빈맥이나 심실세동이 생겨서 갑작스럽게 사망할 수 있는 위험한 질환이다

### 3) 판막질환
판막질환 중에서도 대동맥판 협착증이 진행되면 돌연심장사의 위험이 증가한다. 심한 대동맥판 협착증이 있고, 호흡곤란, 실신 등의 증상이 있으며, 수술적 치료가 필요하다. 증상이 없는 심한 대동맥판 협착증의 경우에도 연간 1% 정도 돌연사가 발생할 수 있다.

### 4) 선천성 심장병
선천성 심장병 중에 특히 활로씨 4증 (tetralogy of Fallot), 대혈관 전위, 대동맥판 협착증, 폐동맥판 협착증 등이 돌연심장사와 많은 연관성을 가지고 있다. 특히, 교정술 후 성장하면서 돌연사를 경험하는 경우에는 대부분 심장기형의 교정상태, 혈역학적 상태 및 심장 내 수술 상처 등이 밀접한 관계가 있으므로 돌연사를 예방하기 위해서는 세심한 추적관찰이 필요하다.

### 5) 원발성 전기생리학적 이상
선천성 QT 연장 증후군 (congenital long QT syndrome)은 심장 맥박에 이상이 생기는 유전병이다. 운동, 감정의 변화 등이 실신 및 돌연사를 유발할 수 있다. 남자보다 여자에서 더 많이 발생하는 경향을 보이며 어려서는 간혹 간질로 오인되어 치료받는 경우도 있다. 브루가다 증후군 (Brugada syndrome) 역시 유전병이다. 서구와 비교하면 우리나라를 포함한 동아시아에 비교적 많다. 젊은 남자에서 잘 발생하며 수면 중에 갑작스럽게 사망하는 경우가 많다.

### 6) 특발성 심실세동
구조적 심장병이 없고 앞서 언급한 범주들에 속하지 않으면서 돌연사를 초래하는 경우 특발성 심실세동이라고 한다.